# Il barone di Rocca Antica (Salieri)
Il barone di Rocca Antica è un intermezzo in due atti del compositore Antonio Salieri su libretto di Giuseppe Petrosellini.
L'opera fu rappresentata per la prima volta il 12 maggio 1772 al Burgtheater di Vienna. Due note testimonianze dell'epoca relativamente alla prima messa in scena di questo lavoro di Salieri ci giungono da Charles Burney e Johann Adolf Hasse. Il dramma giocoso a Burney, a parte il ruolo ricoperto dalla carina interprete principale, non piacque molto: la musica era secondo la sua opinione noiosa e i cantanti mediocri. Tuttavia egli noto che l'imperatore Giuseppe II durante la rappresentazione era molto attento e che diverse volte il lavoro fu calorosamente applaudito. Invece ad Hasse Salieri fece una buona impressione, tant'è che in una lettera egli scrisse che in questo lavoro vide in Salieri un giovane di spirito e promettente assai.
Originalmente il libretto de Il barone di Rocca Antica fu messo in musica da Carlo Franchi e Pasquale Anfossi nel 1771. Successivamente, nel 1776, il testo venne ripreso anche da Carl Ditters von Dittersdorf.